# Пуховковые
Пухо́вковые, или ленивковые (лат. Bucconidae) — семейство птиц отряда дятлообразных.

## Классификация
Международный союз орнитологов включает в семейство 10 родов и 38 видов:
- Нотархи (Notharchus)
  - Notharchus hyperrhynchus
  - Белошейная нотарха (Notharchus macrorhynchos)
  - Notharchus sawinsoni
  - Черногрудая нотарха (Notharchus pectoralis)
  - Бурополосая нотарха (Notharchus ordii)
  - Сорочья нотарха (Notharchus tectus)
- Пуховки (Bucco)
  - Bucco macrodactylus
  - Bucco tamatia
  - Bucco noanamae
  - Bucco noanamae
- Нисталусы (Nystalus)
  - Зеленоклювая нисталус (Nystalus radiatus)
  - Белоухая нисталус (Nystalus chacuru)
  - Полосатая нисталус (Nystalus striolatus)
  - Nystalus obamai
  - Пятнистая нисталус (Nystalus maculatus)
  - Nystalus striatipectus
- Красногорлые пуховки (Hypnelus)
  - Красногорлая пуховка (Hypnelus ruficollis)
  - Hypnelus bicinctus
- Малакоптилы (Malacoptila)
  - Чёрно-белая малакоптила (Malacoptila striata)
  - Белогрудая малакоптила (Malacoptila fusca)
  - Полуошейниковая малакоптила (Malacoptila semicincta)
  - Бурогорлая малакоптила (Malacoptila fulvogularis)
  - Златолобая малакоптила (Malacoptila rufa)
  - Белолицая малакоптила (Malacoptila panamensis)
  - Усатая малакоптила (Malacoptila mystacalis)
- Полосатые пуховки (Micromonacha)
  - Полосатая пуховка (Micromonacha lanceolata)
- Ноннулы (Nonnula)
  - Красногорлая ноннула (Nonnula rubecula)
  - Желтогорлая ноннула (Nonnula sclateri)
  - Одноцветная ноннула (Nonnula brunnea)
  - Серощёкая ноннула  (Nonnula frontalis)
  - Серощёкая ноннула (Nonnula ruficapilla)
  - Красноголовая ноннула (Nonnula amaurocephala)
- Белолицые пуховки (Hapaloptila)
  - Белолицая пуховка (Hapaloptila castanea)
- Монашенки (Monasa)
  - Чёрная монашенка (Monasa atra)
  - Чернолобая монашенка (Monasa nigrifrons)
  - Белолобая монашенка (Monasa morphoeus)
  - Желтоклювая монашенка (Monasa flavirostris)
- Ласточкокрылые пуховки (Chelidoptera)
  - Ласточкокрылая пуховка (Chelidoptera tenebrosa)